# Parque Nacional do Vale da Morte
O Parque Nacional do Vale da Morte é um parque nacional situado nos estados americanos da Califórnia e do Nevada, localizado a leste da Sierra Nevada, e que abrange uma zona entre os desertos da Great Basin e do Mojave nos Estados Unidos. O parque protege o canto noroeste do deserto do Mojave e é caracterizado por desertos de sal, dunas, badlands, vales, desfiladeiros e montanhas. É o maior parque nacional dos 48 estados e foi considerado como Reserva Internacional de Biosfera. Cerca de 95% do parque é designado como área selvagem. É o parque mais seco e quente dos parques nacionais americanos. O segundo local mais baixo do hemisfério ocidental fica situado em Badwater Basin, a 86 m abixo do nível do mar. O parque alberga muitas espécies de plantas e animais que se adaptaram às extremas condições de vida deste deserto. Alguns exemplos incluem o arbusto larrea tridentata, o carneiro-selvagem, o coiote e o peixe do Vale da Morte, um sobrevivente de tempos anteriores mais húmidos.
Cerca de 7000 a.C., o vale era habitado por grupos de povos nativos americanos, e, mais recentemente, por volta de 1000 d.C., pelos Timbisha, que se movimentavam entre o vale no Inverno, e as montanha no Verão. Em 1849, um grupo de americanos de origem europeia, que tinha ficado preso no vale em busca de um caminho mais curto para as zonas ricas em ouro da Califórnia, deu o nome ao vale, embora apenas um membro do grupo ali tenha morrido. Algumas pequenas cidade foram estabelecidas no vale, durante os séculos XIX e XX, para a recolha de ouro e prata, mas tiveram uma curta duração. O único minério rentável que foi extraído foi o bórax, que ra transportado para fora do vale com a utilização de carros puxados por 18 mulas e dois cavalos. Mais tarde, o vale tornar-se-ía no tema de livros, programas de rádio, séries de televisão e filmes. O turismo começou a surgir na década de 1920, quando foram construídos resorts em redor de Stovepipe Wells e Furnace Creek. O Monumento Nacional do Vale da Morte foi declarado em 1933, com a consequente expansão do parque, tornando-se num parque nacional em 1994.
O ambiente natural do local tem origem na sua geologia cacaterística. O próprio vale é um graben.  As rochas mais antigas são, maioritariamente, metemórficas, e, pelo menos, 1,7 bilhões de anos. Os antigos e quentes mares depositaram depósitos marinhos até que o efeito de rifting abriu o oceano Pacífico, dando origem a mais sedimentação até que uma zona de subducção se formou ao largo da costa. Estas alterações provocaram a subida da região, em relação ao mar, e criaram uma linha de vulcões. Mais tarde, a crosta começou a separar-se, dando origem à zona de Basin e Range. Os vales encheram-se de sedimentos e, durante as épocas húmidas da glaciação, com lagos como o Manly.